# Angela Goethals
Pour les articles homonymes, voir Goethals.
Angela Bethany Goethals, dite Angela Goethals, est une actrice américaine née le 20 mai 1977 à New York, dans l'État de New York, aux (États-Unis).

## Filmographie

### Cinéma
- 1988 : Rocket Gibraltar : Dawn Black
- 1988 : Heartbreak Hotel : Pam Wolfe
- 1990 : Maman, j'ai raté l'avion (Home alone) : Linnie McCallister
- 1991 : Triple Bogey on a Par Five Hole : Bree Levy
- 1991 : Un privé en escarpins (V.I. Warshawski) : Kat Grafalk, Bernard's Daughter
- 1996 : Jerry Maguire de Cameron Crowe : Kathy Sanders
- 2001 : Storytelling : Elli ('Fiction')
- 2002 : Dérapages incontrôlés (Changing Lanes) : Sarah Windsor
- 2004 : Spanglish : Gwen
- 2006 : Derrière le masque : Taylor Gentry

### Télévision
- 1990 : Traitor In My House : Louise Van Lew
- 1993 : Madame et sa fille ("Phenom") : Angela Doolan
- 2002 : Do Over : Cheryl Larsen
- 2002 : Porn 'n Chicken : Polly
- 2003 : The Brotherhood of Poland, New Hampshire : Katie Shaw
- 2003 : Stealing Christmas : Noelle Gibson
- 2004 : FBI : Portés disparus épisode Dans le noir (In the dark)
- 2005 : Les Experts épisode Dog Eat Dog
- 2005 : 24 heures chrono : Maya Driscoll
- 2009: Life : Patty York